# Championnats du monde de badminton 1983
Navigation
Jakarta 1980 Calgary 1985
Les 3e Championnats du monde de badminton se sont tenus en 1983 à Copenhague au Danemark. La compétition a été organisée par la fédération internationale de badminton.

## Résultats
| Epreuve       | Or                                | Argent                        | Bronze                              |
| ------------- | --------------------------------- | ----------------------------- | ----------------------------------- |
| Simple hommes | Icuk Sugiarto                     | Liem Swie King                | Prakash Padukone                    |
| Simple hommes | Icuk Sugiarto                     | Liem Swie King                | Han Jian                            |
| Simple dames  | Li Lingwei                        | Han Aiping                    | Helen Troke                         |
| Simple dames  | Li Lingwei                        | Han Aiping                    | Zhang Ailing                        |
| Double hommes | Steen Fladberg et Jesper Helledie | Mike Tredgett et Martin Dew   | Park Joo-bong et Lee Eun-ku         |
| Double hommes | Steen Fladberg et Jesper Helledie | Mike Tredgett et Martin Dew   | Christian Hadinata et Bobby Ertanto |
| Double dames  | Lin Ying et Wu Dixi               | Nora Perry et Jane Webster    | Wu Jianqui et Xu Rong               |
| Double dames  | Lin Ying et Wu Dixi               | Nora Perry et Jane Webster    | Gillian Clark et Gillian Gilks      |
| Double mixte  | Thomas Kihlström et Nora Perry    | Steen Fladberg et Pia Nielsen | Mike Tredgett et Karen Chapman      |
| Double mixte  | Thomas Kihlström et Nora Perry    | Steen Fladberg et Pia Nielsen | Jiang Guoliang et Lin Ying          |

## Tableau des médailles
| Rang | Nation       | Or | Argent | Bronze | Total |
| ---- | ------------ | -- | ------ | ------ | ----- |
| 1    | Chine        | 2  | 1      | 4      | 7     |
| 2    | Angleterre   | 1  | 2      | 3      | 6     |
| 3    | Indonésie    | 1  | 1      | 1      | 3     |
| 4    | Danemark     | 1  | 1      | 0      | 2     |
| 5    | Suède        | 1  | 0      | 0      | 0     |
| 6    | Inde         | 0  | 0      | 1      | 1     |
| 6    | Corée du Sud | 0  | 0      | 1      | 1     |